# 配体效率
配体效率（英文：Ligand efficiency，LE）是配体与其结合伙伴如受体或酶，发生结合的每个原子的结合能的量度。
配体效率用于药物发现中的研究计划，以辅助将研发重点缩小至具有最佳理化特性和药理特性组合的先导化合物。
在数学上，配体效率可以定义为吉布斯自由能（ΔG）与化合物的非氢原子数之比：
LE = (ΔG)/N
其中ΔG = −RTlnKi ，而N代表非氢原子数。它可以转化为等式：
LE = 1.4(−log IC50 )/N

## 其他指标
一些研究者建议更好的配体效率指标是百分比/效力效率指数 （percentage/potency efficiency index，PEI）、结合效率指数 （binding efficiency index，BEI）和表面结合效率指数 （surface-binding efficiency index，SEI），因为这些指数在元素周期表的不同行中，更容易计算并考虑元素之间的差异。需要注意的事，PEI是比较在相同条件下测试的化合物（例如单点测定）的相对量度，并且在不同的抑制剂浓度下不可比较。同样对于BEI和SEI，必须使用类似的测量方法（例如始终使用pKi）。
PEI =（确定化合物浓度下的抑制百分比：0 – 1.0）/（分子量，单位kDa）
BEI = (pK i, pK d, or pIC 50 ) / (分子量，单位kDa)
SEI = (pK i, pK d, 或 pIC 50 ) / (PSA/100 Å)
其中pKi、pKd和pIC50分别定义为：-log(Ki)、-log(Kd)和-log(IC50)。Ki和IC50单位为mol/L。
平面上可绘制化合物的SEI和BEI，并向对角线方向优化化合物，从而优化SEI和BEI，其中包含效力、分子量和PSA。
在苗头化合物至先导化合物的研发过程中还有其他有用的指标：基团效率（Group efficiency，GE）、亲脂效率/亲脂配体效率（LipE/LLE）、配体亲脂指数（LLE AT）、配体效率依赖性亲脂性（LELP）、拟合质量缩放配体效率（LE标度）、大小不依赖的配体效率（SILE）。 